# Eclytus gorodkovi
Eclytus gorodkovi là một loài tò vò trong họ Ichneumonidae.